# Camarasaurus
Camarasaurus  (do latim "lagarto câmara") foi um gênero de dinossauros herbívoros e quadrúpedes que viveram no período Jurássico Superior, há cerca de 155 a 145 milhões de anos. O nome Camarasaurus é em virtude das câmaras de ar que este dinossauros possuía em suas vértebras e que, provavelmente, serviam para reduzir seu peso.
O seu tamanho varia de 15 a 23 metros de comprimento.

## Localização

Tamanho de três diferentes espécies de Camarasaurus.

Os Camarasaurus viveram nos Estados Unidos onde hoje é a Formação Morrison.

## Paleoecologia
Os Camarasaurus conseguiam facilmente alcançar folhas de árvores altas com seu longo pescoço.
Coexistiram com terópodes como o Allosaurus, e provavelmente se defendiam de ataques usando suas caudas.

## Espécies
- Camarasaurus grandis
- Camarasaurus lentus
- Camarasaurus lewisi (espécie duvidosa)